# Sayornis
A Sayornis a madarak (Aves) osztályának verébalakúak (Passeriformes) rendjébe és a királygébicsfélék (Tyrannidae) családjába tartozó nem.

## Rendszerezés
A nembet Charles Lucien Jules Laurent Bonaparte francia ornitológus írta le 1854-ben, az alábbi 3 faj tartozik ide:
- kormos tirannusz (Sayornis nigricans)
- Say-légykapótirannusz (Sayornis saya)
- szürke légykapótirannusz (Sayornis phoebe)

## Előfordulásuk
Észak-Amerikában fészkelnek, telelni Közép-Amerikába és Dél-Amerika északi részébe vonulnak. 

## Megjelenésük
Testhosszuk 12,4–19,5 centiméter közötti.

## Életmódjuk
Főként ízeltlábúakkal táplálkoznak, de néha gyümölcsöt is fogyasztanak.